# Физалис
Физалис (Physalis) е род растения от семейство Картофови (Solanaceae), отдел Покритосеменни, клас Двусемеделни.
Естествената страна на растението е топъл умерен и субтропичен климат. Плодовете са оранжеви и по големина, форма и структура приличат на малки доматчета, които обаче са частично или изцяло скрити в подобна на хартия шушулка, която се формира от изсъхналия цвят на растението. Цветът е жълтеникав и наподобява този на петунията (Petunia). Растението е тревисто и височината му варира от 40 cm до 3 m и прилича на обикновения домат. Растението е популярно за украса. Самите цветове на растението са отровни.
Класическото растение е чувствително на замръзвания, но има една разновидност, която води началото си от южна Европа – Physalis alkekengi, която презимува безпроблемно в цяла южна Европа до Китай. Тя се отличава по ярко червените си шушулки и тъмно оранжевите си до ярко червени плодове.
Пуска много дълбоки и разклоняващи се корени. За да се развие добре, Physalis peruviana изисква да е на слънце. Растението се чувства добре във всякакъв вид почви и дори в по-бедните на минерали и хумус. По време на растежа трябва да се полива обилно. По време на зреенето на плодовете и самото плодообразуване растението изисква по-суха почва. Плодът е сладък и сочен, леко кисел и много освежаващ. Според някои хора вкусът му се сравнява с този на малки сладки доматчета и ананас. 100 грама от плода съдържат около 130 калории. Плодът има високо съдържание на криптоксантин или витамин А. Използва се много в сладкарството за украса на торти, пудинги, кремове и мелби, както и в плодови салати. Може да се прибави в сладка и мармалади, както и да се изсуши като смокините, гроздето и кайсиите.
- Снимки на физалис